# Joaquín Capilla
Joaquín Capilla Pérez (Ciudad de México; 23 de diciembre de 1928 - Ibidem; 8 de mayo de 2010) fue un clavadista mexicano, considerado como uno de los mejores deportistas en la historia de México. Es el máximo medallista mexicano en los Juegos Olímpicos de todos los tiempos con cuatro medallas y siendo el primero en ganar medallas en múltiples ediciones olímpicas. 
Ganó una medalla de oro en los Juegos Olímpicos de Melbourne 1956, una medalla de plata en los Juegos Olímpicos de Helsinki 1952 y dos medallas de bronce en los Juegos Olímpicos de Londres 1948 y los Juegos Olímpicos de Melbourne 1956.

## Primeros años
Nacido en la Ciudad de México, su interés en los clavados surgió debido a su padre que lo animaba a lanzarse en clavados de mayor altura por un tostón. Descubierto por Mario Tovar, Capilla comenzó su carrera deportiva en 1944, donde se especializó en salto de trampolín y plataforma de 10 metros.

## Carrera

### Juegos Centroamericanos y del Caribe
En los Juegos Centroamericanos y del Caribe de Barranquilla 1946, ganó dos medallas de oro en las pruebas de trampolín de 3 metros, plataforma de 10 metros. Cuatro años más tarde, en los Juegos Centroamericanos y del Caribe de Guatemala 1950, ganó dos medallas de oro en las pruebas de plataforma y trampolín. En los Juegos Centroamericanos y del Caribe de México 1954, Capilla ganó dos medallas de oro en las pruebas de plataforma de 10 metros, y una medalla de oro en la prueba de trampolín de 3 metros.

### Juegos Olímpicos
En 1948, a la edad de 19 años, participó en los Juegos Olímpicos de Londres 1948, donde ganó la medalla de bronce en el evento de plataforma de 10 metros, convirtiéndose en el primer medallista olímpico mexicano en clavados.

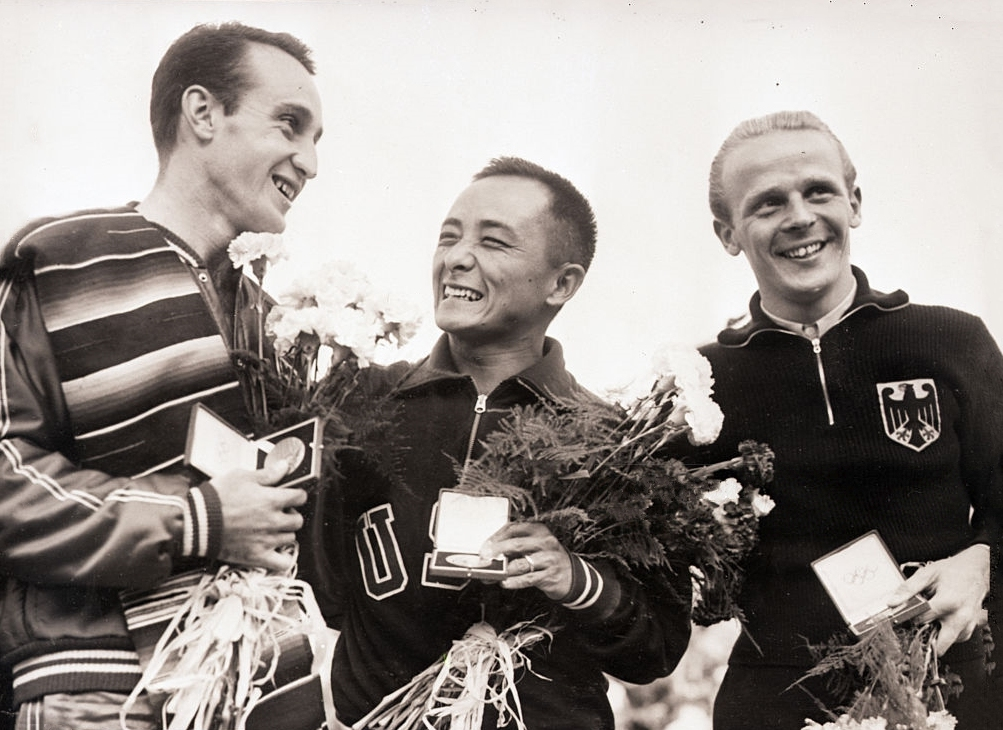
Capilla (izq) junto a Samuel Lee (centro) y Günther Haase (derecha).

En los Juegos Olímpicos de Helsinki 1952, Capilla ganó la medalla de plata en la plataforma de 10 metros, quedando por detrás del estadounidense Samuel Lee. Cuatro años más tarde, en los Juegos Olímpicos de Melbourne 1956, Capilla obtuvo su primer título olímpico al ganar la medalla de oro en la plataforma de 10 metros. También ganó la medalla de bronce en el evento de salto de trampolín de 3 metros en los mismos juegos.

### Juegos Panamericanos
Participó en dos ediciones de los Juegos Panamericanos. En los Juegos Panamericanos de Buenos Aires 1951, Capilla ganó dos medallas de oro, en las pruebas de trampolín de 3 metros y plataforma de 10 metros. En los Juegos Panamericanos de México 1955, Capilla ganó dos medallas de oro, en las pruebas de trampolín de 3 metros y plataforma de 10 metros.

## Vida posterior
En 1962 participó en la "Paso a la Juventud", una comedia musical mexicana dirigida por Gilberto Martínez Solares y protagonizada por Germán Valdés. En la película, aparece interpretándose a sí mismo como un destacado clavadista mexicano. Después de retirarse de las competencias, Capilla se dedicó a entrenar a jóvenes clavadistas. Sin embargo, herido uno de sus tímpanos durante un salto de exhibición en Nueva York, cayó en la pobreza, el tabaquismo compulsivo y el alcoholismo, perdiendo a su familia y su casa. Durante esta época fue arrestado en cuatro ocasiones por conducir en estado de ebriedad. En 1987 se planteó el suicidio, pero la religión le ayudó a recuperarse y más tarde obtuvo un título en teología.
Fue incluido en el Salón de la Fama del Deporte Mexicano y el 4 de septiembre de 2009 fue propuesto por Daniel Aceves, presidente de la Asociación de Olímpicos Mexicanos, al Premio Nacional del Deporte 2009 por su trayectoria de máximo ganador de trofeos olímpicos de México. Finalmente, recibió este premio en el mes de noviembre del mismo año.
Capilla falleció el 8 de mayo de 2010 en la Ciudad de México a causa de un infarto, a la edad de 81 años.